# Аммар аль-Женейбі
Аммар аль-Женейбі (нар. 1982) — еміратський футбольний арбітр, арбітр ФІФА з 2011 року. Обслуговує матчі Ліги чемпіонів АФК.

## Кар'єра
Працював на азійському відбірковому турнірі на чемпіонат світу 2018 року.
Був одним з арбітрів Кубка Азії 2019 року.